# Andrea Andreen
Ellenor Andrea Andreen (Örby, 11 juli 1888 – 20 april 1972) was een Zweedse arts, doctor in de geneeskunde, feminist en vredesactiviste.

## Biografie
Andreen was de dochter van de textielfabrieksdirecteur Johan Walfrid Andreen en Selma Eleonore Wennerholm. In Gotenburg bezocht ze een meisjesgymnasium en behaalde in 1905 haar diploma aan het Hvitfeldtska gymnasium. Ze begon in 1909 aan een studie geneeskunde aan de Universiteit van Uppsala, maar onderbrak haar studie tot 1917, waarna ze in 1919 haar medisch licentiaat verkreeg aan het Karolinska-instituut in Stockholm. In de periode 1926-1932 bracht ze drie afzonderlijke bezoeken aan Harvard Medical School. In het laboratorium van Harvard leerde ze de methode die professor Otto Folin, een prominente Zweeds-Amerikaan, gebruikte om de bloedsuikerspiegel te bepalen. Ook bezocht ze het Joslin Diabetes Center en introduceerde vervolgens professor Elliott P. Joslin's diabetesbehandeling in Zweden, waarbij insuline werd gecombineerd met een speciaal dieet. In 1933 behaalde ze haar doctoraat met een proefschrift over de verdeling van suiker tussen plasma en bloedlichaampjes in bloed van dieren en mensen.
Andreen was chef-arts in een ziekenhuis in Stockholm en deed onderzoek naar endocriene aandoeningen zoals diabetes. In 1923 richtte ze in het Sankt Göran ziekenhuis een klinisch laboratorium op voor het testen van diabetes. Een paar jaar later werd het laboratorium overgebracht naar de gezondheidsautoriteit van Stockholm en werd het ontwikkeld tot een algemene kliniek, met Andrea Andreen als directeur. In 1945 werd de naam van het laboratorium gewijzigd in Stockholms sjukhusdirektions kliniska centrallaboratorium (klinisch centraal laboratorium van het ziekenhuisbestuur van Stockholm) en Andrea Andreen diende als hoofdarts. Ze bleef in die functie totdat ze met pensioen ging in 1953.
Naast haar medische werk hield Andreen zich bezig met werkzaamheden voor vrouwenorganisaties voor de vrede en tegen kernwapens, zoals de Svenska Kvinnors Vänsterförbund (SKV), de Zweedse Linkse Vrouwenbond. In 1952 nam zij deel aan een missie naar Noord-Korea. Onderwerp van het feitenonderzoek was of er door de Verenigde Staten chemische en bacteriologische wapens waren gebruikt in de Koreaanse Oorlog en China. De onderzoekers meenden later van wel, maar de Amerikanen ontkenden.
Andreen werd vicepresident van de sterk door de communisten beïnvloede Internationale Democratische Federatie van Vrouwen (Women's International Democratic Federation).
In 1953 kende de Sovjet-Unie haar de Stalin Vredesprijs toe.

## Privé
Andreen was tweemaal gehuwd. Haar eerste huwelijk (1909-1915) was met Nobelprijswinnaar Theodor Svedberg (1884-1971). Ze kregen twee kinderen: architect Hillevi Svedberg (1910-1990) en ontwerper Elias Svedberg (1913-1987). Na haar huwelijk met Svedberg trouwde Andreen in 1937 met de Zweedse econoom Nils Wohlin.